# 2008年民主勞總成員性侵害未遂事件
2008年民主勞總成員性侵害未遂事件（韓語：2008년 민주노총 조합원 성폭력 미수 사건），是2008年4月韓國的全國民主勞動組合總聯盟（民主勞總）組織强化委員長金相完被旗下組織全國教職員勞動組合（全教組）成員李姓婦女（京畿道高陽市德陽區某小学教師）控告性侵害未遂的事件。 
受害女性曾在2009年1月間提供避難處給當時被韓國政府追緝的民主勞總主席李錫行。在李錫行最終遭到逮捕之後，金相完試圖性侵害該名女性。2009年2月9日，民主勞總領導團隊集體總辭，以表示對醜聞負起責任；這是民主勞總自1995年成立以來的第四次總辭。
2009年11月7日，民主勞總在汝矣島公園廣場舉辦全國勞動者大會前夜祭，宣傳說明民主勞總內部2008年底被掀起全面性檢討的性侵害事件。

## 外部連結
- 민노총, 간부 성(性)폭행미수 은폐 의혹（页面存档备份，存于）
- 민주노총에 대한 솔로몬의 판결은 무엇 -(기고) 김상완 성폭력사건 은폐의혹과 피해생존자 거짓진술 강요에 대해（页面存档备份，存于）, 참세상 2009년02월08일 
- 민주노총 간부 ‘성폭력 파문’ 확대 조선일보 2009.03.14 
- 조직문화의 가부장성이 낳은 "민주노총 성폭력 사건" - 울산노동뉴스 
- 민주노총 성폭력사건, 피해자 주장 사실로 결론（页面存档备份，存于） 참세상 2009.03.13 
- 김상완 전 민노총 간부 징역 3년 실형확정（页面存档备份，存于） 